# 船大工とその妻
『船大工とその妻』（ふなだいくとそのつま、英: The Shipbuilder and his Wife）、または『ヤン・レイセンスとフリート・ヤンスの肖像』（ヤン・レイセンスとフリート・ヤンスのしょうぞう、蘭: Portret van Jan Rijcksen en zijn vrouw Griet Jans、英: Portrait of Jan Rijcksen and his Wife, Griet Jans）は、オランダ絵画黄金時代の巨匠レンブラント・ファン・レインが1633年にキャンバス上に油彩で制作した絵画である。画面下部左側に描かれている船の設計図の上に「Rembrandt. f: / 1633」という画家の署名と制作年が記されている。作品は1811年以来、ロイヤル・コレクションの所有品としてロンドンのバッキンガム宮殿に所蔵されている。

## モデル
伝統的に『船大工とその妻』と呼ばれてきた本作は、1970年にヤン・レイクセンと彼の妻フリート・ヤンスを表したものであると特定された。レイクセンはオランダ東インド会社の株主で、1620年以降は会社の船大工も務めていた。また、フリート・ヤンスも船大工の娘であった。レンブラントは、ありとあらゆる宗派の人々の肖像画を制作したが、プロテスタントの国オランダで夫妻はともにカトリック教徒であった。レイクセンはその信仰にもかかわらず、富と地位を勝ち得ており、レンブラントとしては例外的に大きなこの二重肖像画にレイクセンは500ギルダーという対価を支払った。この金額は、熟練工、あるいは教会の牧師の一年分の報酬にあたるものであった。

## 作品
17世紀に制作された夫婦の肖像画は大半がそれぞれの単独像 (夫の肖像は左側、妻の肖像は右側に配置され、両者はしばしば身振りや視線で結びつけられる) の組み合わせであるが、レンブラントは日常生活を垣間見せるような手法で、モデルの初老の夫婦を同一の画面に描いた。2人の身体は重なり、彼らの関りは生き生きとしたものとなっている。

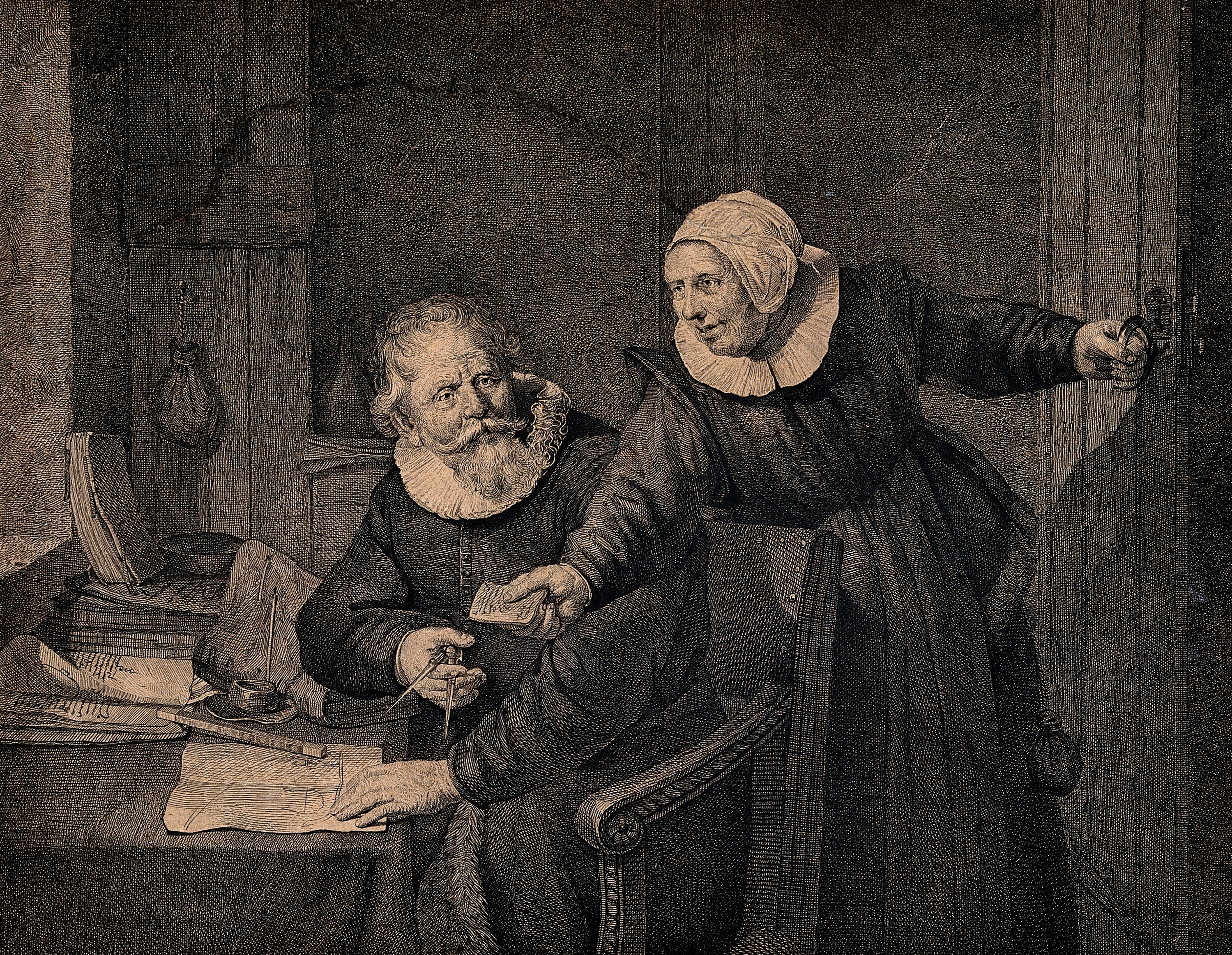
ヨハネス・ピーテル・デ・フレイ による『船大工とその妻』にもとづくエッチング (1800年)

妻のフリート・ヤンスはドアに手をかけており、突然、部屋の中に入ってきたように思われる。彼女にとって、その手紙は最も緊急性の高いもののようであり、息も絶え絶えの表情は不安を表している。彼女の腕を伸ばしたポーズは画面に奥行きを生み出し、開いた口元は彼女が言葉を発していることが示唆される。一方、単身像のように左側 (右側より重要な位置) にいる夫のレイクセンは、妻によって作業を中断させられたところである。彼はいらだっているようで、船舶の設計に用いるコンパスを手に携えたまま手紙を受取ろうとして、身体を起している。画面で最も目立つように、また最も明るく描かれているのは手紙と設計図で、これらはまた絵画の主役であるレイクセンについての情報を提供してくれる。手紙には彼の宛名が書かれている。
レイクセンは血色がよく、妻のフリート・ヤンスの顔は赤らみが抑制されているが、夫婦の顔の描き分けは伝統に則ったものである。青白い肌は「妻は家庭に留まるべきだ」という当時の妻の一般的理想像 (実際には、様々な用事で外に出ることが多かった) に沿ったものであり、対照的に夫レイクセンのたくましい容貌は、たとえ大半が屋内でなされる仕事であっても、精力的に仕事をしてきたことをほのめかす。
レイクセンがこれだけはっきりと自身を示す形式で、肖像を依頼したのは異例のことであった。このことは、当時のオランダで造船業がいかに重要であったかを物語ってくれる。17世紀初頭における艦船の急激な数の増加は、造船業の革新も促した。レンブラントは本作を描いたのと同じ1633年に、『航海礼賛』という書物のエッチング挿絵も制作している。
本作は、レンブラントが肖像画家として最も成功し、流行の画家となっていた時期のものである。この時期、彼の芸術は最も自然主義的で、それはとりわけ物の質感や表面の描写に見られるが、本作にはそうした描写が非常によく現れている。完全に自然な光は画面左端に見える窓から差し込んで空間を浸しながら、それぞれの形態をその角度から照らし、細部と質感を明らかにしている。